# 秋葉原站
秋葉原站（日语：／ Akihabara eki */?）是位於日本東京都千代田區，屬於東日本旅客鐵道（JR東日本）、東京地下鐵、首都圈新都市鐵道的鐵路車站。
該站JR東日本站區的所在地是外神田一丁目、東京地下鐵站區是神田佐久間町一丁目21番地（住居表示未實施）、首都圈新都市鐵道站區是神田佐久間町一丁目6番地10（住居表示未實施）。

## 停靠路線
此站有JR東日本各線（後述）、東京地下鐵日比谷線、首都圈新都市鐵道筑波快線3間公司的路線停靠，是轉乘站。
另外，各路線都設有自己的車站編號。
- JR東日本
  -  山手線 - 車站編號「JY 03」
  -  京濱東北線 - 車站編號「JK 28」
  -  總武線（各站停車） - 車站編號「JB 19」
- 東京地下鐵： 日比谷線 - 車站編號「H 16」
- 首都圈新都市鐵道： 筑波快線 - 車站編號「TX01」

JR東日本車站停靠的路線在正式軌道名稱上有東北本線和總武本線2條路線，東北本線停靠本站的運轉系統有京濱東北線電車與山手線電車2個系統，旅客資訊不顯示「東北（本）線」（詳細參見路線條目以及鐵道路線的名稱）。另外，此站是第一個所屬線為東北本線的車站。總武本線在旅客資訊上的運轉系統為「總武線」，除了有中央·總武線各站停車電車停靠外，還有部分直通新宿站方向與千葉站方向的特急列車（除「成田特快」外）與Home Liner停靠。依據特定都區市內，本站屬於「東京都區內」與「東京山手線內」。
JR秋葉原站的事務管碼為▲441001。

## 歷史

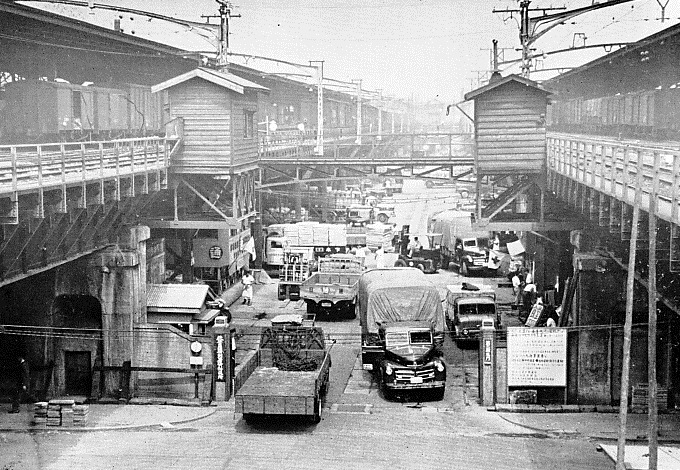
過去的秋葉原貨物站（1960年左右）

建設本站的日本鐵道，最初在上野往北建設相當於之後東北本線與高崎線的路線，並將上野作為東京側旅客、貨物的營運站。但在業務不斷提升的情況下，該站周邊道路堵塞狀況日益嚴重。對此，日本鐵道開始計畫將客運與貨運分離。
該站南側在當時已是市區，但本站周邊是自江戶時代為了火災而保留的火除地（防火空地）。而上野站與火除地之間也已有道路存在，因此在確保了車站用地後，貨物站於1890年（明治23年）啟用。當時從上野站至本站的貨物線稱為「秋葉原線」，本站稱為秋葉原貨物取扱所。
由於本條路線是貫穿市區的地面線路，阻礙了東西向交通往來，因此沿線民眾展開反對運動。對此，負責監督的鐵道局指示改為高架化，最初遭日本鐵道拒絕，之後同意本線往東京站、新橋站延伸接續東海道本線時改為高架鐵路。本條路線兩側設有柵欄，平交道有員工負責開關柵欄，列車的運行時段與班次受到限制。雖然沿線居民不斷反對，但當局仍持續興建並開業。
車站與神田川之間有駁船在人工河道進行接駁運輸，使得本站成為東北與信越貨物轉往東京水上交通的窗口。人工河道在國道4號線西側潛入道路下，並在現在的友都八喜Akiba的位置設置碼頭。上野站的貨車在入站後，利用站內的小型貨車用調車轉盤將貨物送至碼頭兩側的線路運至船上。該條人工河道在昭和30年代以後填埋成為公園，但由於比周圍道路低，之後以無障礙化為理由在2013年底至2014年3月進行填高工程。該公園位於書泉Book Tower旁，現在道路旁還可見到橋的欄杆。
上野 - 東京間的高架連絡線於1925年（大正14年）11月1日通車。該高架線為3線，其中2線是旅客線，1線是貨物線。但由於貨運設備移轉工程延誤，貨物列車仍持續行駛地面線路。高架貨物設備第1期工程（西側貨物裝卸場）於1928年（昭和3年）4月1日、第2期工程（東側貨物裝卸場）於1932年（昭和7年）7月1日完成，同時廢止地面貨物線，貨物列車移至高架。同日，總武本線御茶之水 - 兩國區間開通，本站成為三層立體高架站。
此時，車站西半部為客運站，東半部為貨運站。因此現在車站北側（藏前橋通附近）線路在進站前稍微東偏。
高架貨物月台共有2面，全長180公尺，寬9 - 12公尺，設有電梯24台、斜坡等。貨車在田端操車場替換後，會經由常磐線日暮里站送至本站。站內共有14條線路，西起為貨物1 - 6號線、上行本線、下行本線、貨物7 - 12號線。其中貨物1號線為單式月台1面，貨物2、5號線與貨物8、10號線為島式月台1面。
戰後，貨物輸送逐漸改用貨櫃運輸，然而用地狹小、位於高架的秋葉原站無法設置對應設備。因此，在1911年於東京所有貨物車站中業務量僅次於隅田川站位居第2位的本站，業務量不斷下滑，到了1970年已被汐留站、小名木川站、越中島站、品川站等超越。1975年2月1日，本站結束貨運業務，成為旅客專用站。廢止後的貨物站西半部因東北新幹線工程拆除，東半部轉作為上野站列車的留置線，之後在1991年東北新幹線東京站 - 上野站開通後移至第1上野隧道坑口上。數年後，剩餘的貨物站體與運輸公司倉庫區全部拆除，其中倉庫區在2000年代初賣給友都八喜，為2005年開幕的友都八喜Akiba。而貨物站跡也配合筑波快線開業改建為中央剪票口、站前廣場。
過去存在的東京 - 上野間東北本線線路，因應東北新幹線建設而於神田站附近切斷，本站站內的線路改為留置線。之後，神田站附近的東北新幹線高架上新建上野東京線，2015年（平成27年）3月14日通車，但因成本問題未在本站設站。

### 年表
- 1890年（明治23年）11月1日：日本鐵道秋葉原貨物處理站啟用。
- 1906年（明治39年）11月1日：日本鐵道國有化（日语：鉄道国有法），車站由鐵道省接手經營。
- 1909年（明治42年）10月12日：制定路線名稱，本站屬東北本線。
- 1925年（大正14年）11月1日：東北本線上野至東京高架路段完成，站內開始客運服務。在東北新幹線上野至東京段施工前，東北本線與東海道本線列車經此路段相互直通運行。
- 1928年（昭和3年）4月1日：高架貨物站第1期工程（西側貨物裝卸場）完成。
- 1931年（昭和6年）10月1日：利用高架下空間的貨物倉庫開始營業。
- 1932年（昭和7年）7月1日：總武本線御茶之水至兩國段開業，中央·總武緩行線開業。本站為3層構造高架車站。因高架的總武線開通而設置電扶梯，是國鐵首座導入電扶梯的車站[5]。高架貨物站第2期工程（東側貨物裝卸場）完成，連結上野站的地面貨物線廢止。
- 1945年（昭和20年）3月10日：東京大空襲時被攻擊，導致車站被燒毀。在站內停泊的14輛客車和50輛貨車亦全被燒毀。
- 1949年（昭和24年）6月1日：日本國有鐵道成立。
- 1962年（昭和37年）5月31日：營團地下鐵日比谷線秋葉原站開業。
- 1975年（昭和50年）2月1日：站內停止貨運服務。
- 1987年（昭和62年）4月1日：因國鐵分割民營化，車站由JR東日本接手管理[6]。
- 1993年（平成5年）
  - 營團車站啟用站內空調[7]。
  - 11月4日：營團導入繼續定期券售票機[8][9]。
- 2001年（平成13年）11月18日：JR東日本IC卡「Suica」啟用。
- 2004年（平成16年）4月1日：因營團地下鐵民營化，成為東京地下鐵的車站。
- 2005年（平成17年）8月24日：首都圈新都市鐵道筑波快線開業。
- 2006年（平成18年）12月31日：秋葉原百貨店關店。同時關閉百貨店口剪票口。
- 2007年（平成19年）3月18日：東京地下鐵、首都圈新都市鐵道啟用IC卡「PASMO」。
- 2010年（平成22年）11月19日：秋葉原百貨店舊址改建的新車站大樓完工，atre秋葉原1開幕。atre vie秋葉原改稱atre秋葉原2。舊百貨店口剪票口改稱atre1剪票口並重新啟用。
- 2013年（平成25年）3月16日：日比谷線秋葉原站與都營地下鐵新宿線岩本町站之間成為轉乘站，兩站適用轉乘優惠。
- 2016年（平成28年）
  - 3月31日[10]：日比谷線月台導入發車音樂。樂曲為AKB48的《戀愛的幸運餅乾》[11]。本站是日比谷線首次使用發車音樂的車站。
  - 5月15日：JR東日本秋葉原大樓開始拆除，預定2017年4月中旬完成[12]。舊址將改蓋為9層樓的飯店[13]。

## 車站構造

### JR東日本
JR秋葉原站為十字型構造高架車站，地面是京濱東北線、山手線線路，上方是與其平行通過本站的上野東京線、東北新幹線高架橋，其上方是與其方向垂直的總武線高架橋。
京浜東北線與山手線為島式月台2面4線，總武線為相對式月台2面2線。京濱東北線、山手線轉乘總武線時，可從東京側的階梯往上至新宿方向月台（5號線），或從上野站側的樓梯往上至千葉方向月台（6號線）。5、6號線之間亦有連絡通道。
剪票口共有電氣街口、昭和通口、中央剪票口、atre1剪票口4處。電氣街口與中央剪票口之間有站外東西自由通道。atre1剪票口是直通總武線月台與車站大樓「atre秋葉原1」的剪票口。該位置在2006年12月31日以前稱作百貨店口，是總武線月台與舊車站大樓「秋葉原百貨店」的直通剪票口，之後因百貨店關店而廢除。綠色窗口位於昭和通口、電氣街口，指定席售票機位於電氣街口、昭和通口、中央剪票口與VIEW PLAZA店內，短距離自動售票機位於atre1剪票口。
以前，電氣街口、昭和通口往付費區大廳途中都有階梯，而且沒有無障礙設施，電氣街口僅直通京濱東北線及山手線月台、昭和通口僅直通總武線月台、百貨店口僅直通總武線千葉方向6號線，若要前往其他月台則必須先到直通月台再經由轉乘階梯前往，或是從站外直接走至直通的剪票口進站，十分不便。直到2005年筑波快線與友都八喜Akiba等開業，站內進行擴大站內通道、新建中央剪票口與東西自由通道、增設電扶梯等大型車站改良工程後才大幅改善。
6號線淺草橋側有條業務用通道可直通車站大樓「atre秋葉原2」。

#### 月台配置
|     | 月台 | 路線               | 方向 | 目的地             |
| --- | ---- | ------------------ | ---- | ------------------ |
| 2/F | 1    | 京濱東北線         | 北行 | 上野、大宮方向     |
| 2/F | 2    | 山手線             | 內環 | 上野、池袋方向     |
| 2/F | 3    | 山手線             | 外環 | 東京、品川方向     |
| 2/F | 4    | 京濱東北線         | 南行 | 東京、橫濱方向     |
| 3/F | 5    | 總武線（各站停車） | 西行 | 御茶之水、新宿方向 |
| 3/F | 6    | 總武線（各站停車） | 東行 | 船橋、千葉方向     |

（來源：JR東日本:車站構內圖 （页面存档备份，存于））
- 總武線除了各站停車，還停靠部分特急列車。在2015年3月13日銚子發往新宿的定期列車「潮騷」廢止後，還有臨時列車「新宿細波」、「新宿若潮」停靠。另外，平日的「Home Liner千葉3號」、假日往房總方向的部份臨時快速列車等也會停靠本站。因此，站內許多導覽板未標駐”（各站停車）”。以前千葉站起訖的「梓」也停靠本站，但在2002年12月起183系（日语：国鉄183系電車）全面換成11輛編組的E257系後，不再停靠對應10輛編組的本站月台。
- 1樓大廳的美食街在2009年底關閉，2010年4月28日以「Tokyo Food Bar」重新開幕。
- 過去電氣街口、昭和通口分別稱作西口、東口，但在當地商店的要求下改為現行名稱。

#### 無障礙設施
- 電扶梯：總武線月台 - 山手線、京濱東北線月台，剪票口 - 月台
- 電梯：大廳 - 月台（總武線與山手線、京濱東北線月台之間沒有直通電梯）
- 多功能廁所（中央剪票口、昭和通口。但需要連絡站員開放才能使用。）

#### 發車音樂
1〜4號線（山手線、京濱東北線）使用櫻井音樂工房樂曲，5、6號線（總武線各站停車）使用SOUND FACTORY樂曲。
| 1 | JK | 線路の彼方         |
| 2 | JY | 小川のせせらぎ     |
| 3 | JY | スプリングボックス |
| 4 | JK | Cappuccino         |
| 5 | JB | 春NewVer           |
| 6 | JB |                    |

4號線的「cappuccino」過去曾在京濱東北線的埼玉新都心站使用。

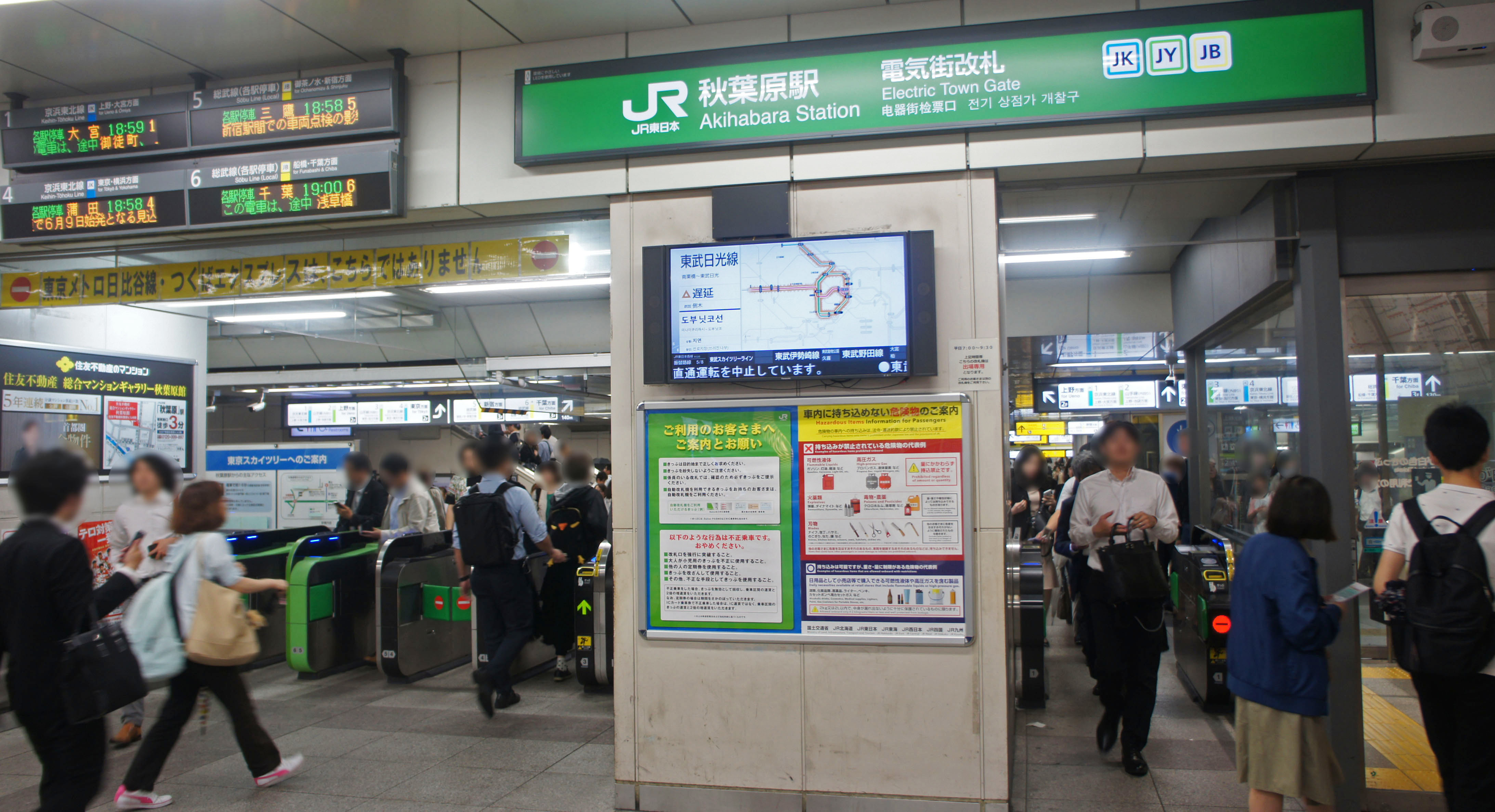
電氣街閘口（2019年6月）
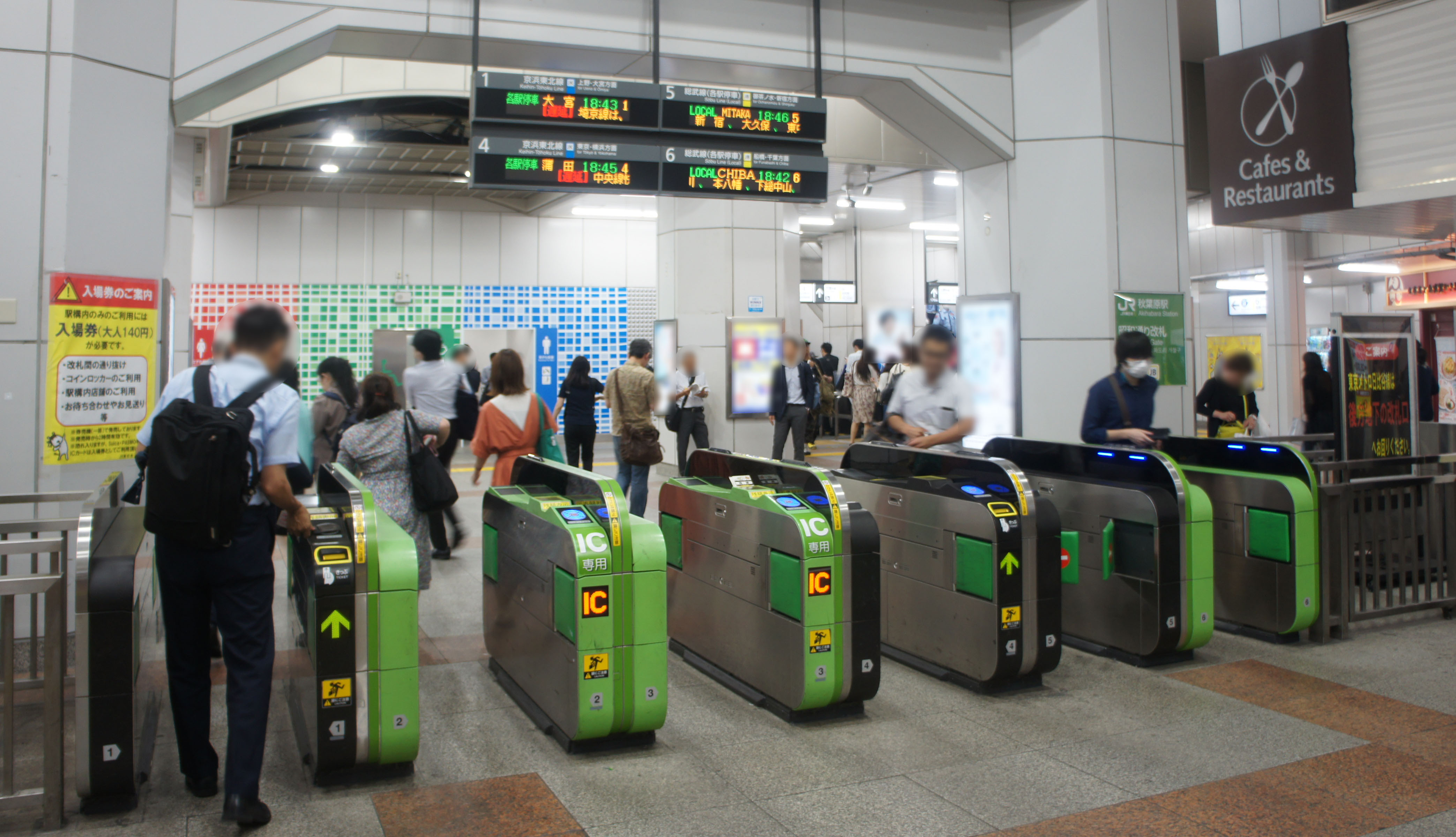
昭和通閘口（2019年6月）
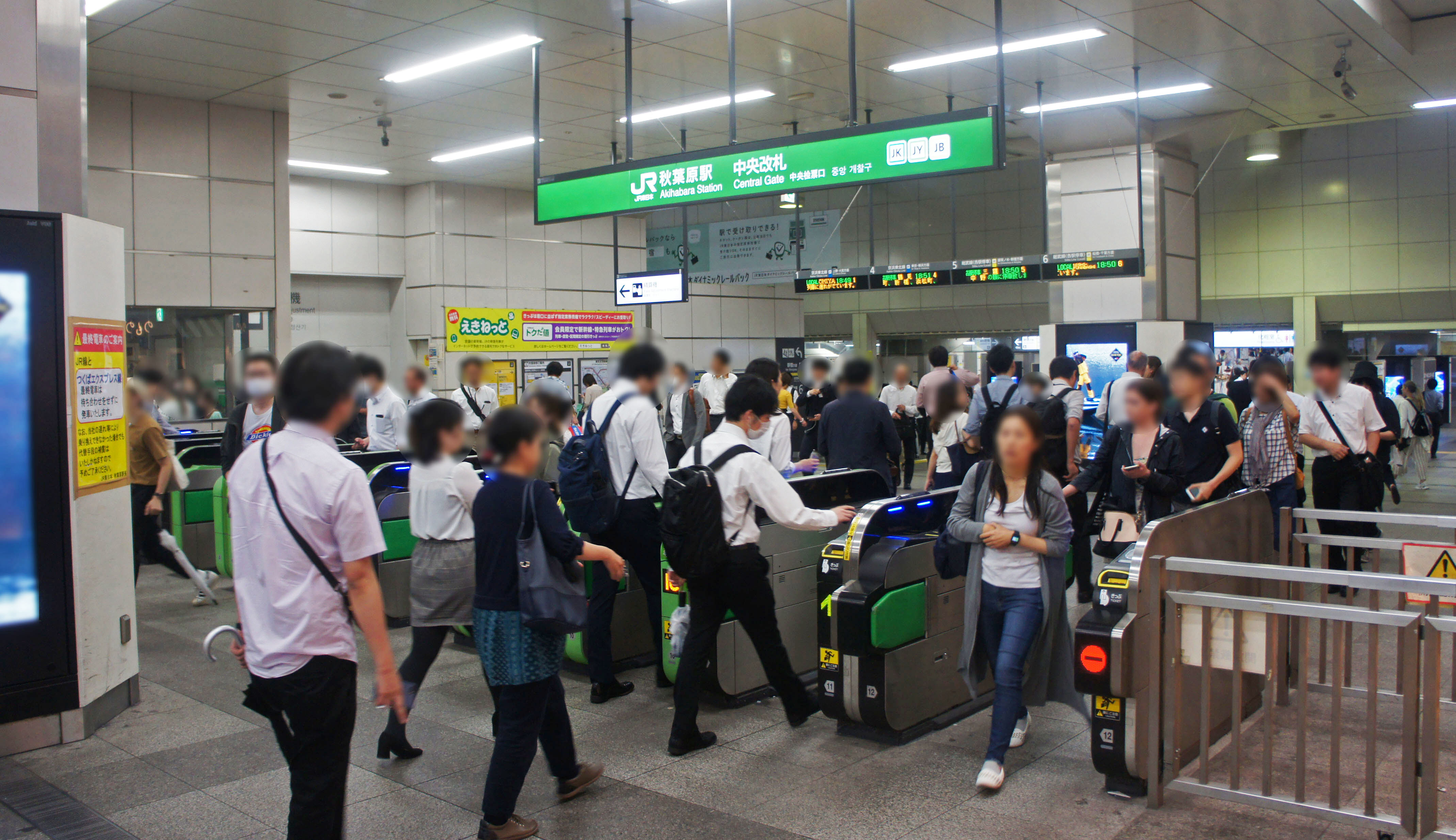
中央閘口（2019年6月）
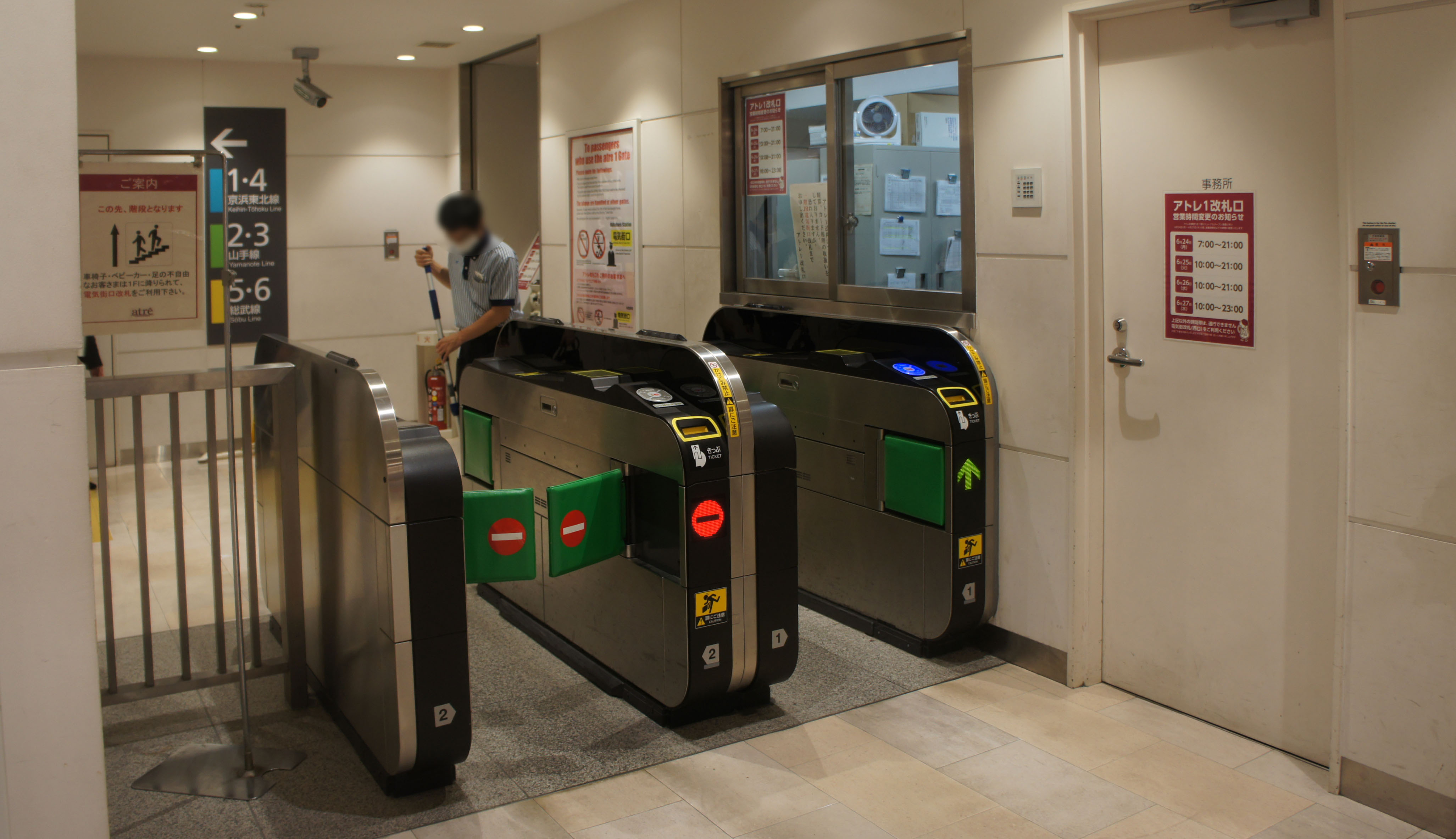
Atre 1閘口（2019年6月）
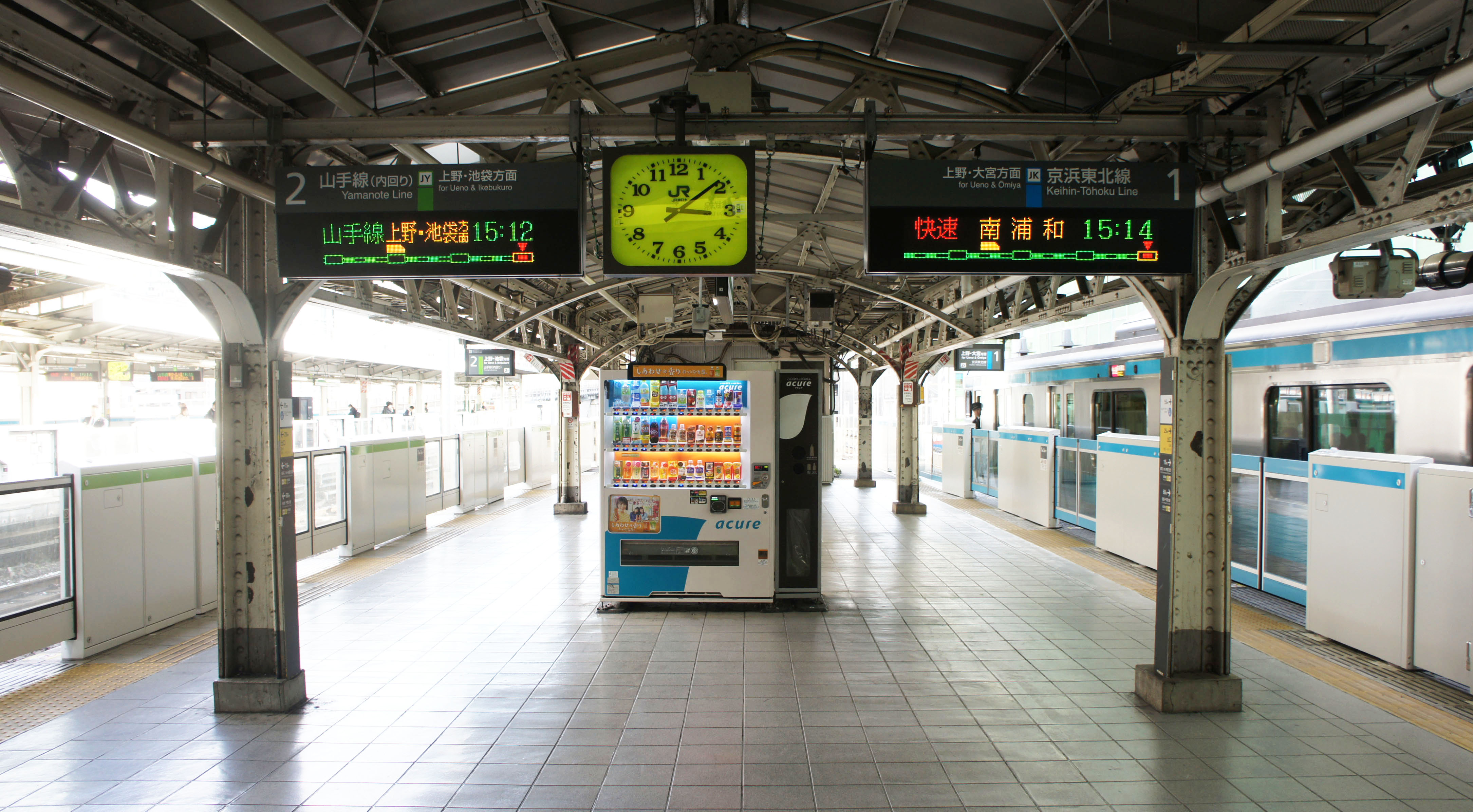
1、2號月台（山手線、京濱東北線）（2019年3月）
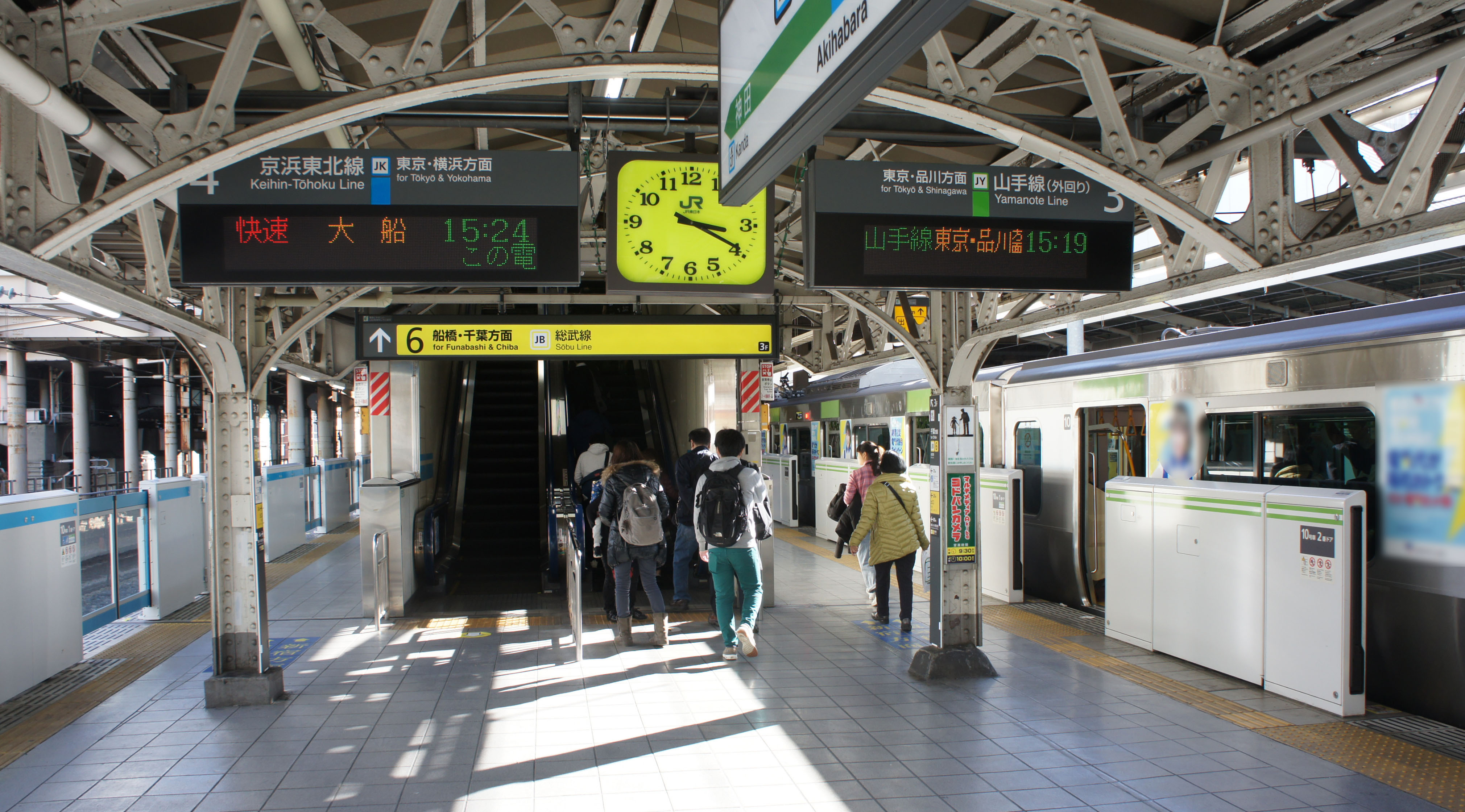
3、4號月台（山手線、京濱東北線）（2019年3月）
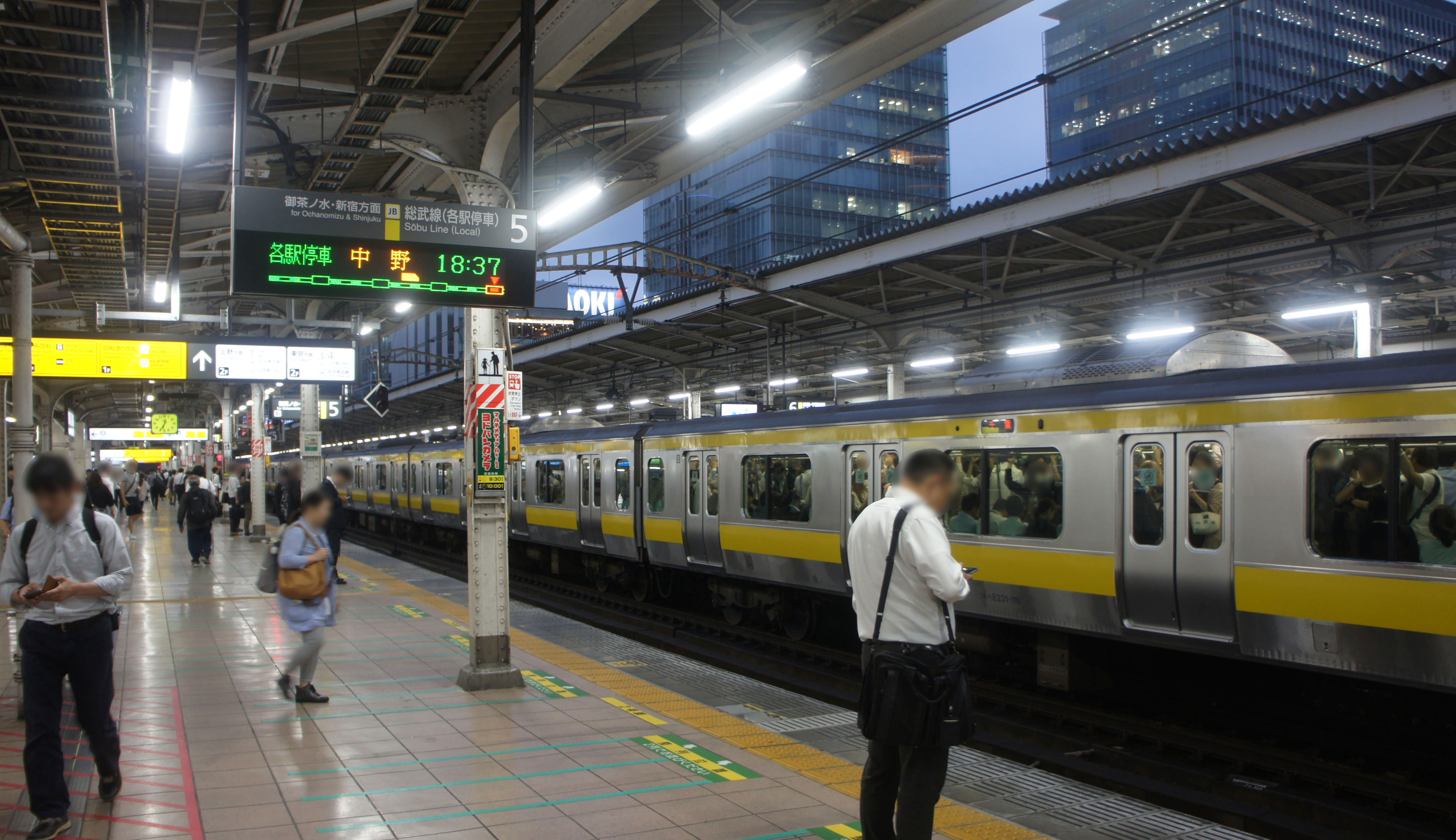
5、6號月台（中央·總武緩行線）（2019年6月）

### 東京地下鐵
位於JR線東側昭和通下方，是相對式月台2面2線地下車站。
從本站前往電氣街等JR線西側，可藉由神田川旁道路與JR中央剪票口前東西自由通道前往。另外，從小傳馬町側的剪票口過神田川的和泉橋後可至都營地下鐵新宿線岩本町站。本站雖然距離岩本町站不遠，但長期以來都不是轉乘站。2011年，官方宣布兩站間轉乘將從2013年適用轉乘優惠，並於該年3月16日起導入。4、5號出口也隨之廢除開放時間限制。
仲御徒町側的剪票口與月台之間設有電梯，3號出入口與付費區外大廳之間設有電梯與電扶梯。
1993年（平成5年）度進行的改建工程將月台壁面的站名標上部加上電器形象插圖（同銀座線末廣町站）。

#### 月台配置
| 月台 | 路線     | 目的地                   |
| ---- | -------- | ------------------------ |
| 1    | 日比谷線 | 銀座、六本木、中目黑方向 |
| 2    | 日比谷線 | 上野、北千住、南栗橋方向 |

（來源：東京地下鐵:構內圖 （页面存档备份，存于））

#### 發車音樂
2016年3月31日起，本站使用AKB48的《戀愛的幸運餅乾》」作為發車音樂。中目黑方向使用副歌段落，北千住方向使用主歌段落。

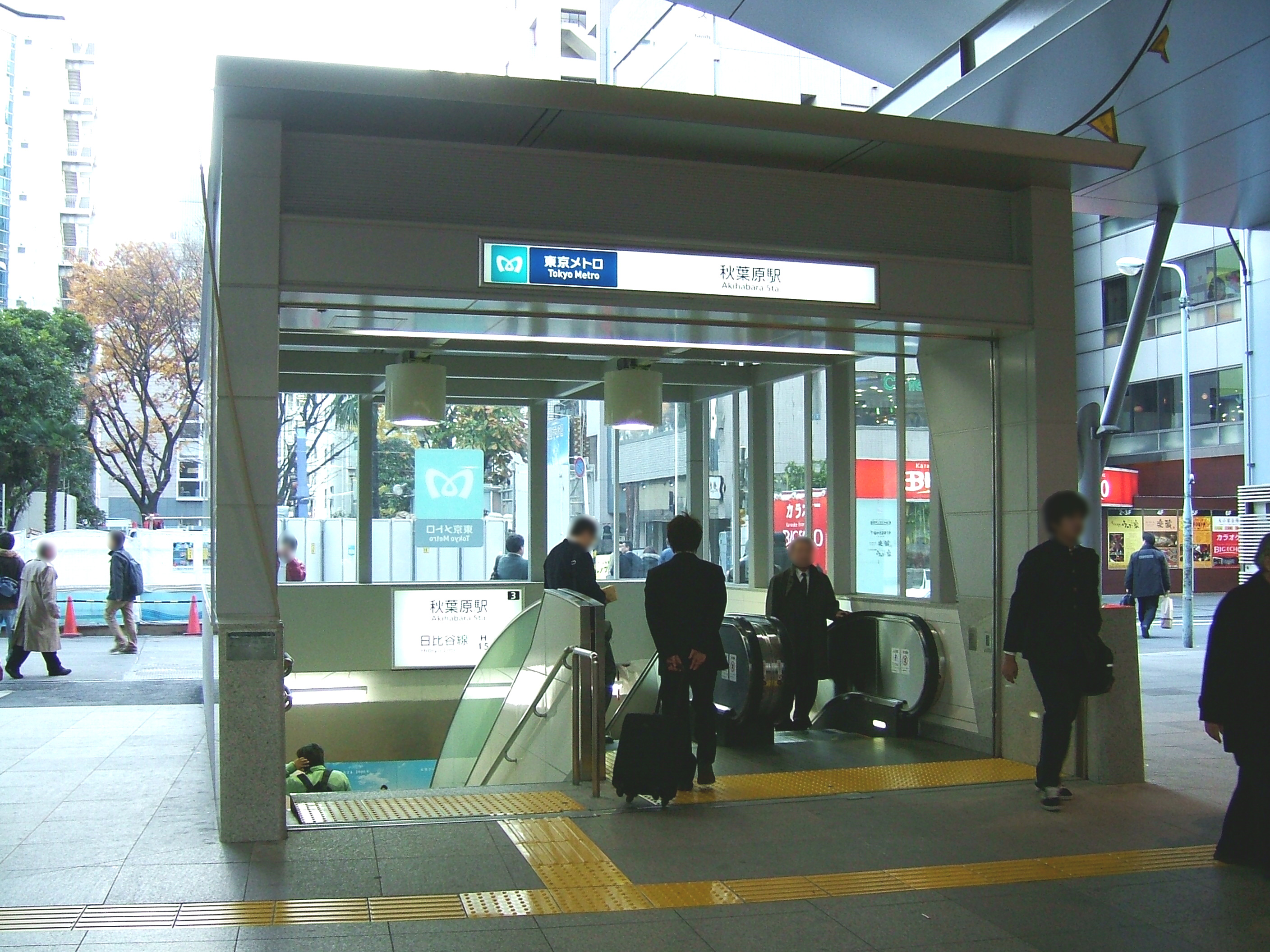
3號出入口（2006年12月）
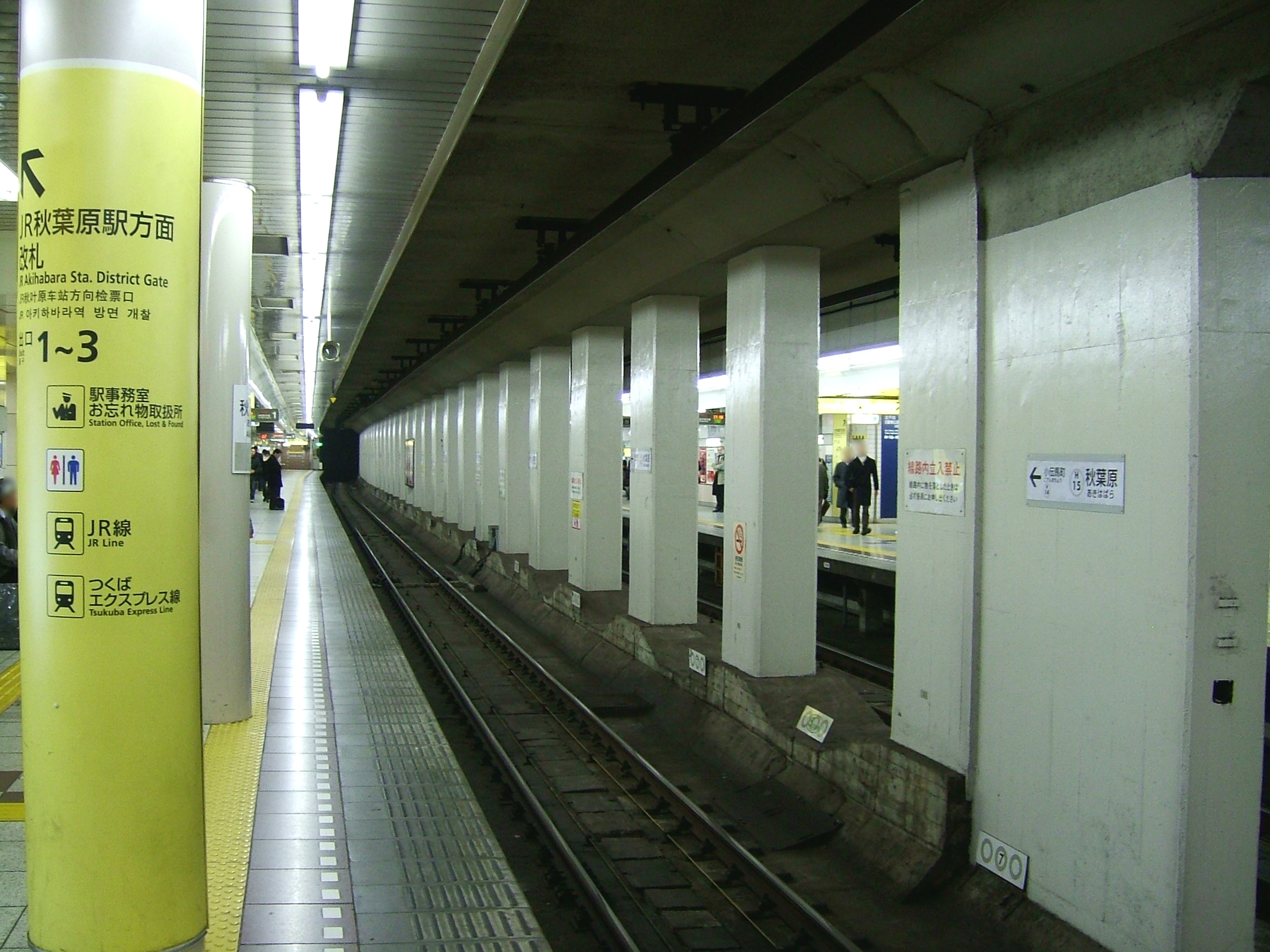
月台（2006年12月）
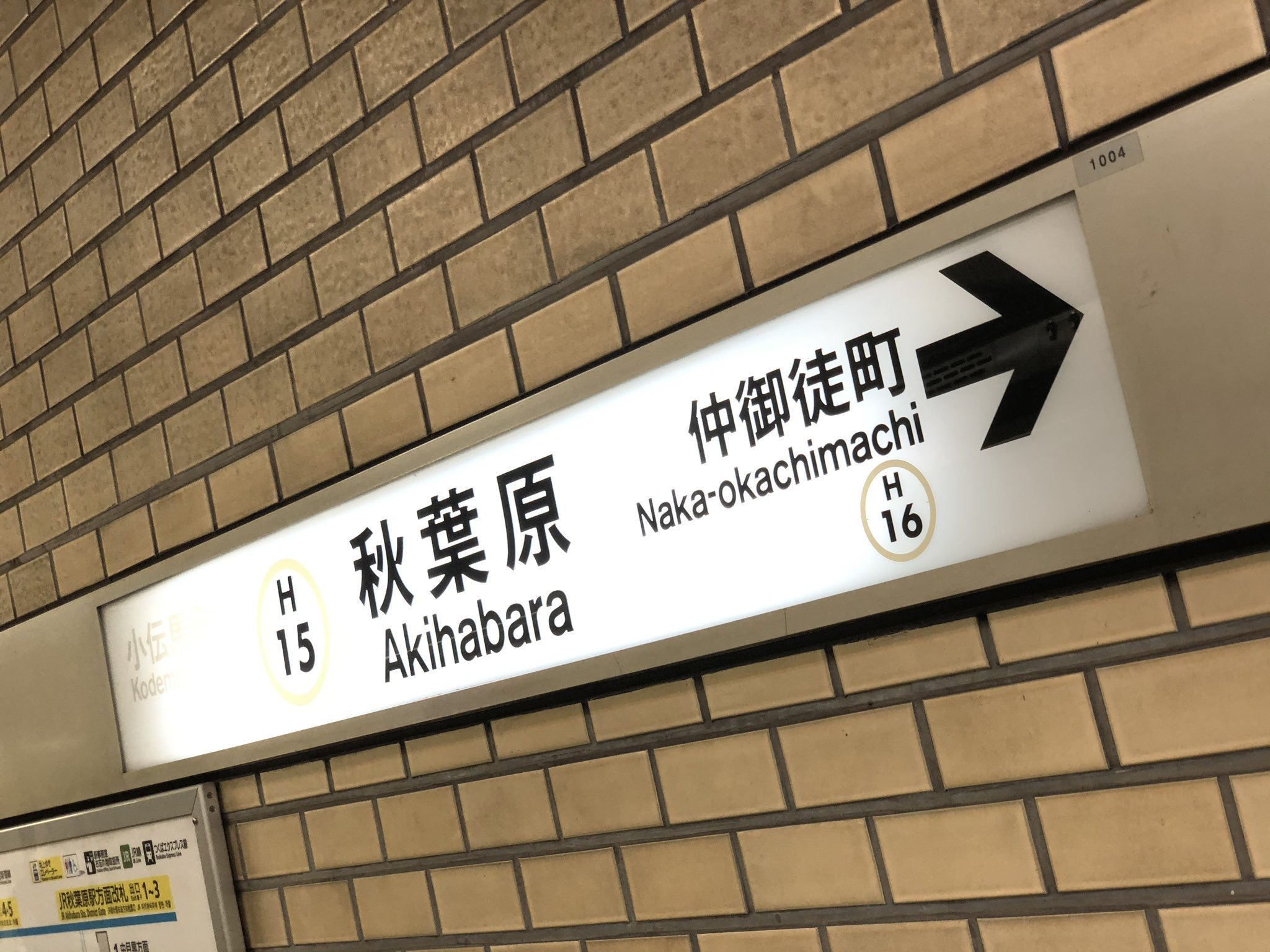
站名牌

### 首都圈新都市鐵道
本站為島式月台1面2線地下車站。由於未來有從本站延伸至東京站的計畫，鐵路終端在月台後方。本站是站務管理所所在站，作為秋葉原站務管理所管理本站 - 南千住站區間。
JR中央剪票口附近有地面出入口，可藉由東西自由通道往電氣街等JR線西側，並有道路通往東京地下鐵日比谷線3號出入口。
隨著乘客的增加，2006年（平成18年）11月24日起進行自動驗票閘門增設工程，12月26日增設4座閘門啟用。之後在2012年（平成24年）9月23日陸續完成付費區外廁所、電梯專用出入口、電扶梯等增設工程。另外，本站與筑波站增設候車室「TX Room」作為貴賓休息處或是説明會場地。平時則當作車站會議室使用。
本站使用冰蓄熱空調系統。
2008年（平成20年）4月17日，與阪急阪神控股合作的車站大樓TX秋葉原阪急大廈（AKIBA TOLIM、remm秋葉原）開幕。

#### 月台配置
| 月台 | 路線     | 目的地         |
| ---- | -------- | -------------- |
| 1、2 | 筑波快線 | 守谷、筑波方向 |

### 出口編號

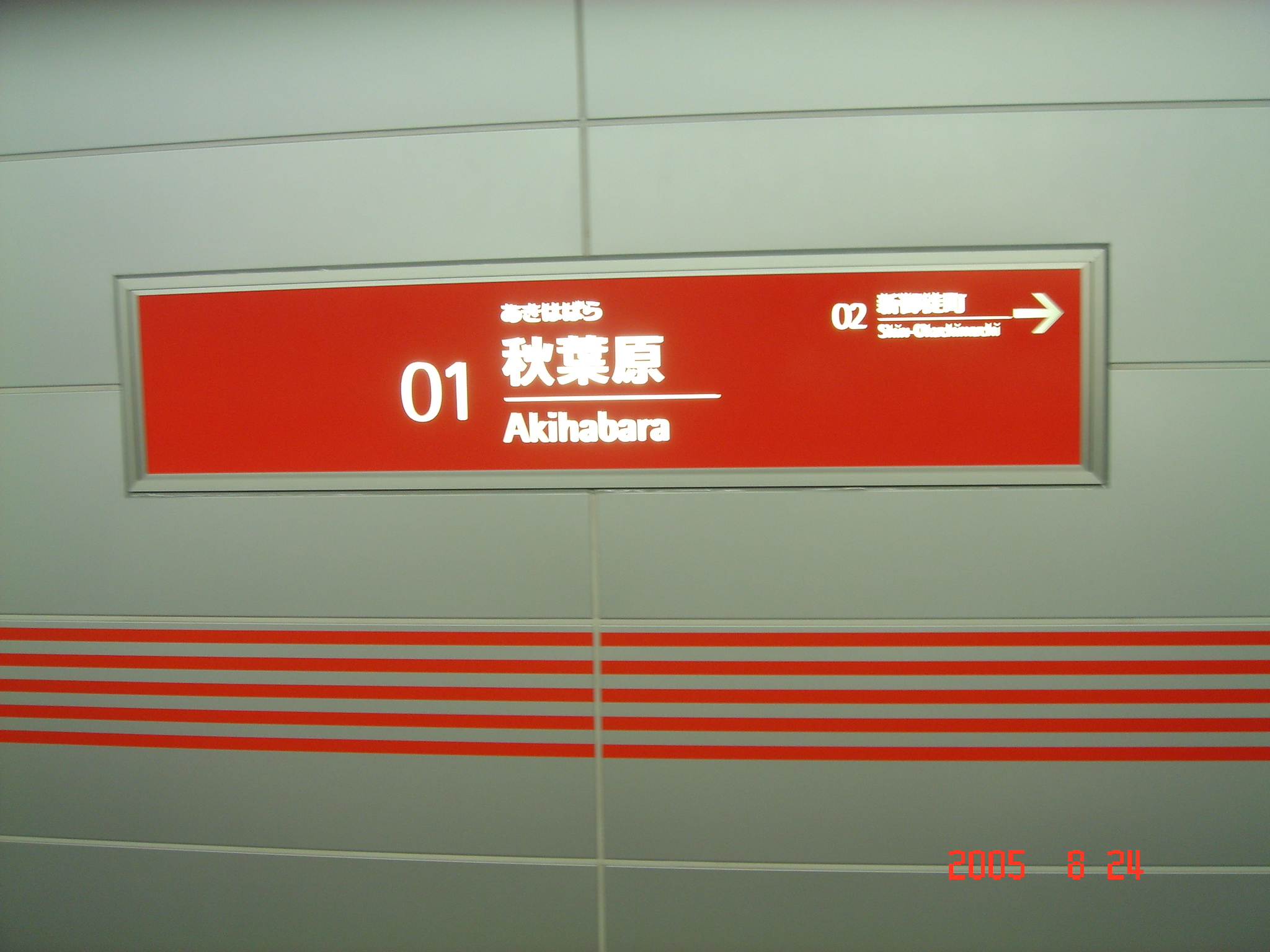
筑波快線秋葉原站的站名牌

- 1 - 5（日比谷線）
- A1 - A3（筑波快線）

## 利用狀況
本站1日平均上下車人次在2004年度以前大約在40萬人次左右，在筑波快線通車的2005年度起開始上升。2015年度三公司合計1日平均上下車人次約73萬人，年上下車人次約2億6790萬人次（含岩本町站的1日平均約78萬人次，年約2億8600萬人次）。
- JR東日本 - 2019年度1日平均上車人次為248,033人[使用人數 1]。
該公司車站中次於大宮站位居第9位。2004年度以前約14萬人次左右，在筑波快線通車後急速增加，2006年度突破20萬人次。比上野站還多。
- 東京地下鐵 - 2017年度1日平均上下車人次為125,928人[使用人數 2]。
全130站中次於東陽町站名列第27位。最近十年大體呈穩定不變的態勢。
- 首都圏新都市鐵道 - 2017年度1日平均上下車人次為66,070人[使用人數 3]。
該公司車站排名第1位。

### 各年度1日平均上下車人次
各年度1日平均上下車人次如下表（僅東京地下鐵）。
| 年度               | 營團 / 東京地下鐵  | 營團 / 東京地下鐵 |
| 年度               | 1日平均 上下車人次 | 增長率            |
| ------------------ | ------------------ | ----------------- |
| 1999年（平成11年） | 133,422            |                   |
| 2000年（平成12年） | 132,202            | −0.9%             |
| 2001年（平成13年） | 127,756            | −3.4%             |
| 2002年（平成14年） | 124,101            | −2.9%             |
| 2003年（平成15年） | 116,491            | −6.1%             |
| 2004年（平成16年） | 114,298            | −1.9%             |
| 2005年（平成17年） | 116,333            | 1.8%              |
| 2006年（平成18年） | 122,183            | 5.0%              |
| 2007年（平成19年） | 128,224            | 4.9%              |
| 2008年（平成20年） | 127,388            | −0.7%             |
| 2009年（平成21年） | 122,788            | −3.6%             |
| 2010年（平成22年） | 120,826            | −1.6%             |
| 2011年（平成23年） | 119,184            | −1.4%             |
| 2012年（平成24年） | 119,409            | 0.2%              |
| 2013年（平成25年） | 122,576            | 2.7%              |
| 2014年（平成26年） | 121,225            | −1.1%             |
| 2015年（平成27年） | 121,292            | 0.1%              |
| 2016年（平成28年） | 123,152            | 1.5%              |
| 2017年（平成29年） | 125,928            | 2.3%              |
| 2018年（平成30年） | 127,721            | 1.4%              |

### 各年度1日平均上車人次（1880年代－1930年代）
各公司1日平均上車人次變化如下表。
| 年度               | 日本鐵道 / 國鐵 | 來源              |
| ------------------ | --------------- | ----------------- |
| 1890年（明治23年） | [ 備註 1 ]      |                   |
| 1925年（大正14年） | 1,824           | [ 東京府統計 1 ]  |
| 1926年（昭和元年） | 5,974           | [ 東京府統計 2 ]  |
| 1927年（昭和02年） | 7,153           | [ 東京府統計 3 ]  |
| 1928年（昭和03年） | 8,670           | [ 東京府統計 4 ]  |
| 1929年（昭和04年） | 8,489           | [ 東京府統計 5 ]  |
| 1930年（昭和05年） | 7,484           | [ 東京府統計 6 ]  |
| 1931年（昭和06年） | 6,462           | [ 東京府統計 7 ]  |
| 1932年（昭和07年） | 7,479           | [ 東京府統計 8 ]  |
| 1933年（昭和08年） | 9,080           | [ 東京府統計 9 ]  |
| 1934年（昭和09年） | 9,919           | [ 東京府統計 10 ] |
| 1935年（昭和10年） | 10,693          | [ 東京府統計 11 ] |

### 各年度1日平均上車人次（1953年－2000年）
| 年度               | 國鐵 / JR東日本 | 營團   | 來源              |
| ------------------ | --------------- | ------ | ----------------- |
| 1953年（昭和28年） | 39,037          | 未開業 | [ 東京都統計 1 ]  |
| 1954年（昭和29年） | 40,985          | 未開業 | [ 東京都統計 2 ]  |
| 1955年（昭和30年） | 42,131          | 未開業 | [ 東京都統計 3 ]  |
| 1956年（昭和31年） | 45,646          | 未開業 | [ 東京都統計 4 ]  |
| 1957年（昭和32年） | 48,789          | 未開業 | [ 東京都統計 5 ]  |
| 1958年（昭和33年） | 52,832          | 未開業 | [ 東京都統計 6 ]  |
| 1959年（昭和34年） | 56,771          | 未開業 | [ 東京都統計 7 ]  |
| 1960年（昭和35年） | 60,980          | 未開業 | [ 東京都統計 8 ]  |
| 1961年（昭和36年） | 63,177          | 未開業 | [ 東京都統計 9 ]  |
| 1962年（昭和37年） | 71,506          | 10,101 | [ 東京都統計 10 ] |
| 1963年（昭和38年） | 86,544          | 19,968 | [ 東京都統計 11 ] |
| 1964年（昭和39年） | 95,541          | 28,282 | [ 東京都統計 12 ] |
| 1965年（昭和40年） | 101,381         | 35,693 | [ 東京都統計 13 ] |
| 1966年（昭和41年） | 104,597         | 39,176 | [ 東京都統計 14 ] |
| 1967年（昭和42年） | 108,191         | 45,454 | [ 東京都統計 15 ] |
| 1968年（昭和43年） | 112,518         | 49,964 | [ 東京都統計 16 ] |
| 1969年（昭和44年） | 109,394         | 48,688 | [ 東京都統計 17 ] |
| 1970年（昭和45年） | 106,509         | 50,592 | [ 東京都統計 18 ] |
| 1971年（昭和46年） | 107,833         | 53,025 | [ 東京都統計 19 ] |
| 1972年（昭和47年） | 105,926         | 55,666 | [ 東京都統計 20 ] |
| 1973年（昭和48年） | 109,189         | 54,342 | [ 東京都統計 21 ] |
| 1974年（昭和49年） | 115,402         | 57,630 | [ 東京都統計 22 ] |
| 1975年（昭和50年） | 113,437         | 59,052 | [ 東京都統計 23 ] |
| 1976年（昭和51年） | 112,836         | 60,696 | [ 東京都統計 24 ] |
| 1977年（昭和52年） | 112,140         | 62,099 | [ 東京都統計 25 ] |
| 1978年（昭和53年） | 108,364         | 60,427 | [ 東京都統計 26 ] |
| 1979年（昭和54年） | 107,347         | 61,036 | [ 東京都統計 27 ] |
| 1980年（昭和55年） | 103,655         | 61,195 | [ 東京都統計 28 ] |
| 1981年（昭和56年） | 103,140         | 62,690 | [ 東京都統計 29 ] |
| 1982年（昭和57年） | 102,959         | 62,956 | [ 東京都統計 30 ] |
| 1983年（昭和58年） | 105,691         | 64,511 | [ 東京都統計 31 ] |
| 1984年（昭和59年） | 111,041         | 66,375 | [ 東京都統計 32 ] |
| 1985年（昭和60年） | 111,824         | 66,384 | [ 東京都統計 33 ] |
| 1986年（昭和61年） | 114,789         | 67,323 | [ 東京都統計 34 ] |
| 1987年（昭和62年） | 116,842         | 68,716 | [ 東京都統計 35 ] |
| 1988年（昭和63年） | 126,962         | 71,101 | [ 東京都統計 36 ] |
| 1989年（平成元年） | 125,443         | 72,008 | [ 東京都統計 37 ] |
| 1990年（平成02年） | 129,750         | 73,536 | [ 東京都統計 38 ] |
| 1991年（平成03年） | 133,191         | 74,301 | [ 東京都統計 39 ] |
| 1992年（平成04年） | 132,699         | 74,441 | [ 東京都統計 40 ] |
| 1993年（平成05年） | 135,241         | 73,932 | [ 東京都統計 41 ] |
| 1994年（平成06年） | 135,268         | 72,964 | [ 東京都統計 42 ] |
| 1995年（平成07年） | 137,888         | 72,877 | [ 東京都統計 43 ] |
| 1996年（平成08年） | 140,378         | 71,981 | [ 東京都統計 44 ] |
| 1997年（平成09年） | 137,176         | 70,370 | [ 東京都統計 45 ] |
| 1998年（平成10年） | 137,375         | 69,362 | [ 東京都統計 46 ] |
| 1999年（平成11年） | 137,904         | 67,710 | [ 東京都統計 47 ] |
| 2000年（平成12年） | 137,736         | 66,767 | [ 東京都統計 48 ] |

### 各年度1日平均上車人次（2001年以後）
| 年度               | JR東日本 | JR東日本 | JR東日本 | 營團 / 東京地下鐵 | 首都圏 新都市鐵道 | 來源              |
| 年度               | 定期外   | 定期     | 合計     | 營團 / 東京地下鐵 | 首都圏 新都市鐵道 | 來源              |
| ------------------ | -------- | -------- | -------- | ----------------- | ----------------- | ----------------- |
| 2001年（平成13年） |          |          | 137,045  | 63,663            | 未開業            | [ 東京都統計 49 ] |
| 2002年（平成14年） |          |          | 145,157  | 62,192            | 未開業            | [ 東京都統計 50 ] |
| 2003年（平成15年） |          |          | 142,517  | 57,989            | 未開業            | [ 東京都統計 51 ] |
| 2004年（平成16年） |          |          | 141,963  | 56,455            | 未開業            | [ 東京都統計 52 ] |
| 2005年（平成17年） |          |          | 171,166  | 58,107            | 36,028            | [ 東京都統計 53 ] |
| 2006年（平成18年） |          |          | 200,025  | 60,518            | 43,725            | [ 東京都統計 54 ] |
| 2007年（平成19年） |          |          | 217,237  | 63,511            | 49,968            | [ 東京都統計 55 ] |
| 2008年（平成20年） |          |          | 224,084  | 62,989            | 53,764            | [ 東京都統計 56 ] |
| 2009年（平成21年） |          |          | 224,608  | 61,090            | 55,296            | [ 東京都統計 57 ] |
| 2010年（平成22年） |          |          | 226,646  | 60,049            | 56,763            | [ 東京都統計 58 ] |
| 2011年（平成23年） |          |          | 230,689  | 59,177            | 57,590            | [ 東京都統計 59 ] |
| 2012年（平成24年） | 126,683  | 107,503  | 234,187  | 59,164            | 59,174            | [ 東京都統計 60 ] |
| 2013年（平成25年） | 130,193  | 110,133  | 240,327  | 60,712            | 62,130            | [ 東京都統計 61 ] |
| 2014年（平成26年） | 131,608  | 109,386  | 240,995  | 60,093            | 61,725            | [ 東京都統計 62 ] |
| 2015年（平成27年） | 132,986  | 110,935  | 243,921  | 60,033            | 62,387            | [ 東京都統計 63 ] |
| 2016年（平成28年） | 134,017  | 112,605  | 246,623  | 61,019            | 63,849            | [ 東京都統計 64 ] |
| 2017年（平成29年） | 134,878  | 115,372  | 250,251  | 62,312            | 66,070            | [ 東京都統計 65 ] |
| 2018年（平成30年） | 134,724  | 117,543  | 252,267  | 63,167            | 68,291            | [ 東京都統計 66 ] |
| 2019年（令和元年） | 129,173  | 118,860  | 248,033  |                   | 68,955            |                   |

備註
1. ↑  1890年11月1日開業。
2. ↑  1925年11月1日旅客営業開始。
3. ↑  1962年5月31日開業。開業日至1963年3月31日為止共305日的統計資料。
4. ↑  2005年8月24日開業。開業日笣至2006年3月31日為止合計220日間集計數據。

## 車站周邊

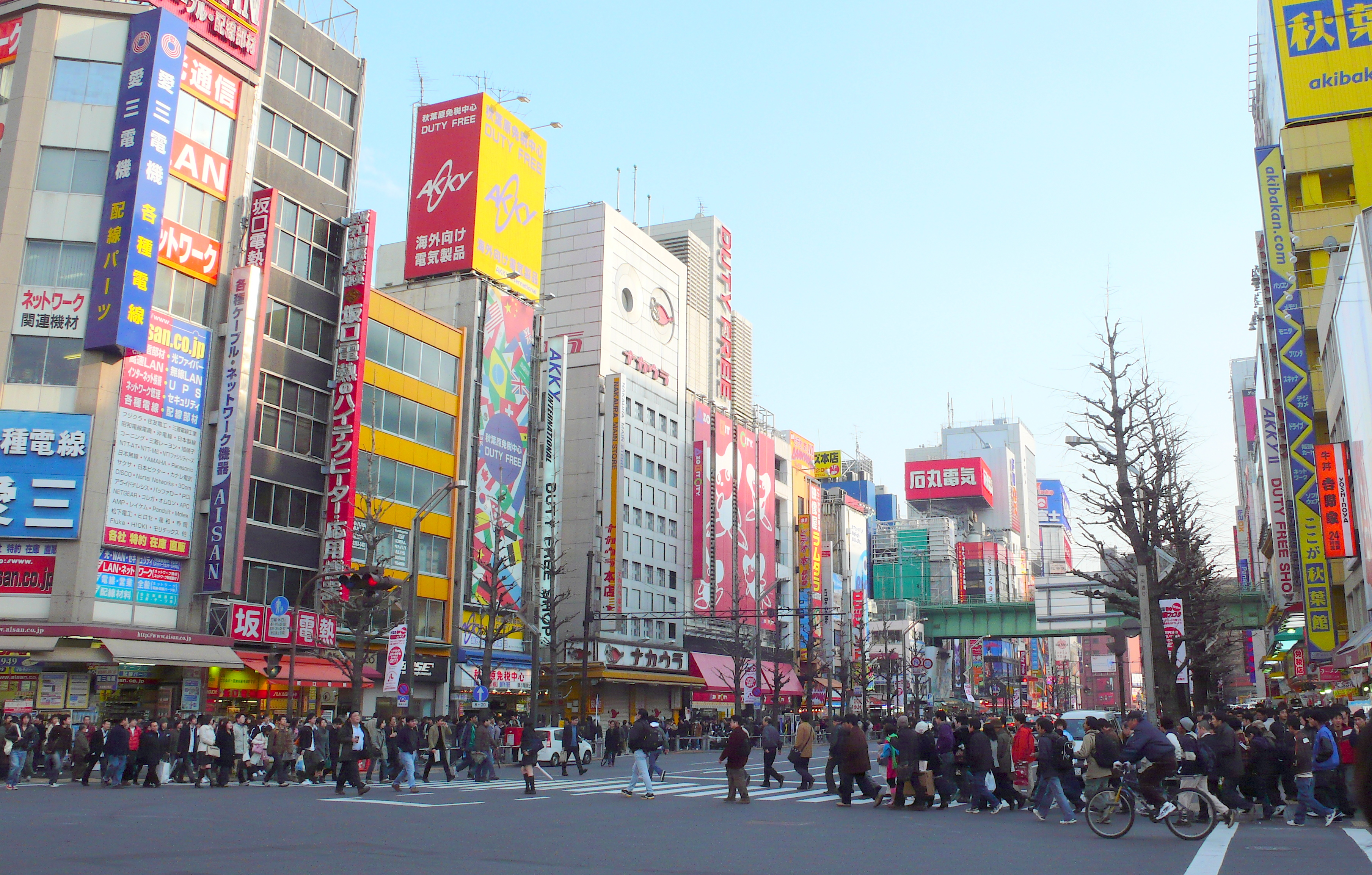
秋葉原電器街

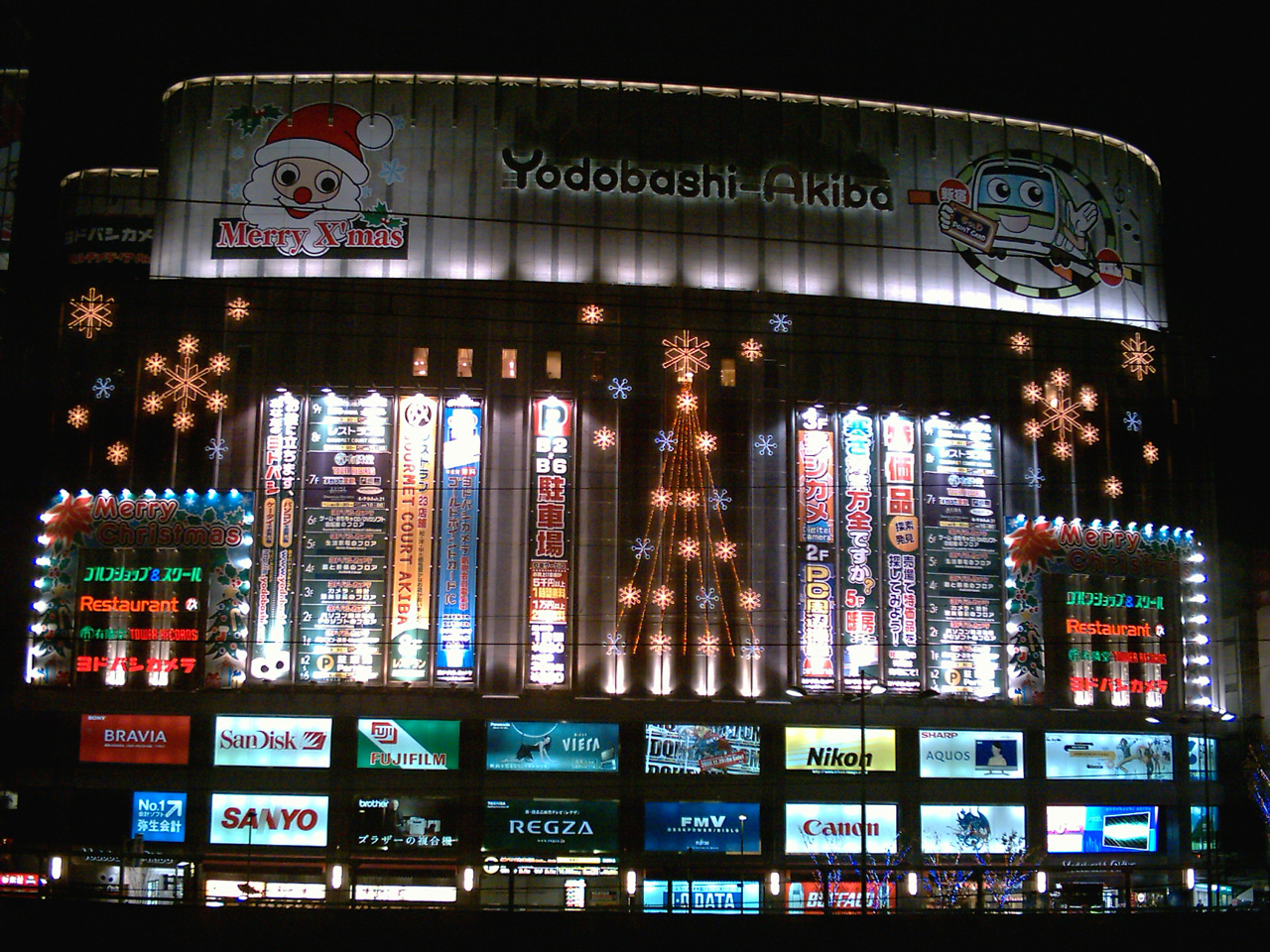
友都八喜多媒體Akiba店

東西向的總武本線、南北向的東北本線（山手線）貫穿秋葉原。南側有神田川流經，東側有昭和通通過。
JR站內有許多使用角色畫像的廣告（秋葉原電気街振興会 （页面存档备份，存于））。2000年代中期起，大眾媒體開始以アキバ來稱呼秋葉原電氣街。

### 電器街出口
位於出站西側，是前往世界知名電器街秋葉原电器街的出入口。本出入口雖是JR專用的剪票口與出入口，但南側有連通筑波快線A1出入口與中央剪票口的東西自由通道，並可前往東京地下鐵日比谷線。
西側電氣街所在的中央通地下有東京地下鐵銀座線通過，該線距離電氣街最近的車站是末廣町站。電氣街中心地大約是該站與神田站中間。另外，1930年至1931年，該地附近是臨時車站萬世橋站所在地。
身為國鐵中央本線終點站的萬世橋站在車站西南方的神田川對岸，該地後來變成交通博物館，並於2006年5月14日閉館，其功能移轉至2007年（平成19年）10月14日開館的埼玉縣埼玉市大宮區鐵道博物館。交通博物館舊址改建的辦公大樓「JR神田萬世橋大廈」於2013年1月啟用。同年9月，利用站體（含月台）改建的商業設施「mAAch ecute神田萬世橋」竣工。另外，萬世橋站開站以前，其西側還有個昌平橋站。
過去總武線月台北側鄰接秋葉原百貨店，後於2006年12月31日閉店。其後建物拆除重建的「atre秋葉原1」於2010年11月19日開幕。
千代田區外神田（電氣街）、神田須田町、神田淡路町方向
- atre秋葉原1 - 3樓atre1剪票口直通總武線月台。
- 秋葉原CROSSFIELD
  - 秋葉原DAIBIRU（日语：秋葉原ダイビル）
    - 秋葉原會議廳
    - 人間綜合科學大學（日语：人間総合科学大学）東京衛星校區
    - 首都大學東京衛星校區
    - 東京大學大學院情報理工學系研究科

  - 秋葉原UDX
    - 秋葉原UDX內郵便局
    - AKIBA ICHI
    - AKIBA Square
    - 東京動畫中心
    - 秋葉原UDX停車場（日语：秋葉原UDXパーキング）

  - 東京TIMES TOWER
  - 東京消防廳神田消防署
  - 東京消防廳消防技術試驗講習場
- 警視廳萬世橋警察署（日语：万世橋警察署）
- GUNDAM Café
- AKB48 CAFE&SHOP AKIHABARA（日语：AKB48 SHOP）
- CHABARA AKI-OKA MARCHE
- 2k540 AKI-OKA ARTISAN（日语：2k540 AKI-OKA ARTISAN）
- 千代田區萬世橋區民會館
  - 千代田區萬世橋出張所
- 昌平童夢館
  - 千代田區立昌平小學校
  - 千代田區立昌平幼稚園
  - 昌平街角（まちかど）圖書館
  - 千代田區立神田兒童館
- 神田郵便局（日语：神田郵便局）
- WATERRAS（日语：ワテラス）
- 神田明神
- 講武稻荷
- 國道17號
- 松住町架道橋（日语：松住町架道橋）
- 萬世橋（日语：万世橋）

- 住友不動產秋葉原大廈（日语：住友不動産秋葉原ビル）
  - BELLESALLE秋葉原（日语：ベルサール）（活動會場）
  - DAIKEN（日语：大建工業）東京展示館
  - 卡巴斯基日本法人本社
- JR神田萬世橋大廈
- mAAch ecute神田萬世橋
- 秋葉原無線電會館
  - 海洋堂HOBBY LOBBY
  - Volks（日语：ボークス）秋葉原展示館
  - K-BOOKS（日语：K-BOOKS）
- 壽屋秋葉原館
- AKIBA CULTURES ZONE（日语：AKIBAカルチャーズZONE）
  - AKIBA CULTURES 劇場（日语：AKIBAカルチャーズ劇場）
- 秋葉原無線電中心（日语：秋葉原ラジオセンター）
- 小野電（日语：オノデン）
- EDION（日语：エディオン） AKIBA
- 樂購仕
- Sofmap
- 山田電機LABI 秋葉原個人電腦館
- 九十九電機（日语：九十九電機）
- 安利美特秋葉原店
- Comic虎之穴
- AKIHABARA Gamers（日语：ゲーマーズ）（Gamers本店）
- LASHINBANG（日语：らしんばん）
- MANDARAKE（日语：まんだらけ） COMPLEX
- @home cafe（日语：@ほぉ〜むカフェ）本店
- 唐吉訶德秋葉原店
  - @home cafe唐吉訶德店（1號店）
  - 東京Leisure Land
  - AKB48劇場
- 肉之萬世（日语：肉の万世）本店

### 中央剪票口
與筑波快線A1 - A3出口前同區域。

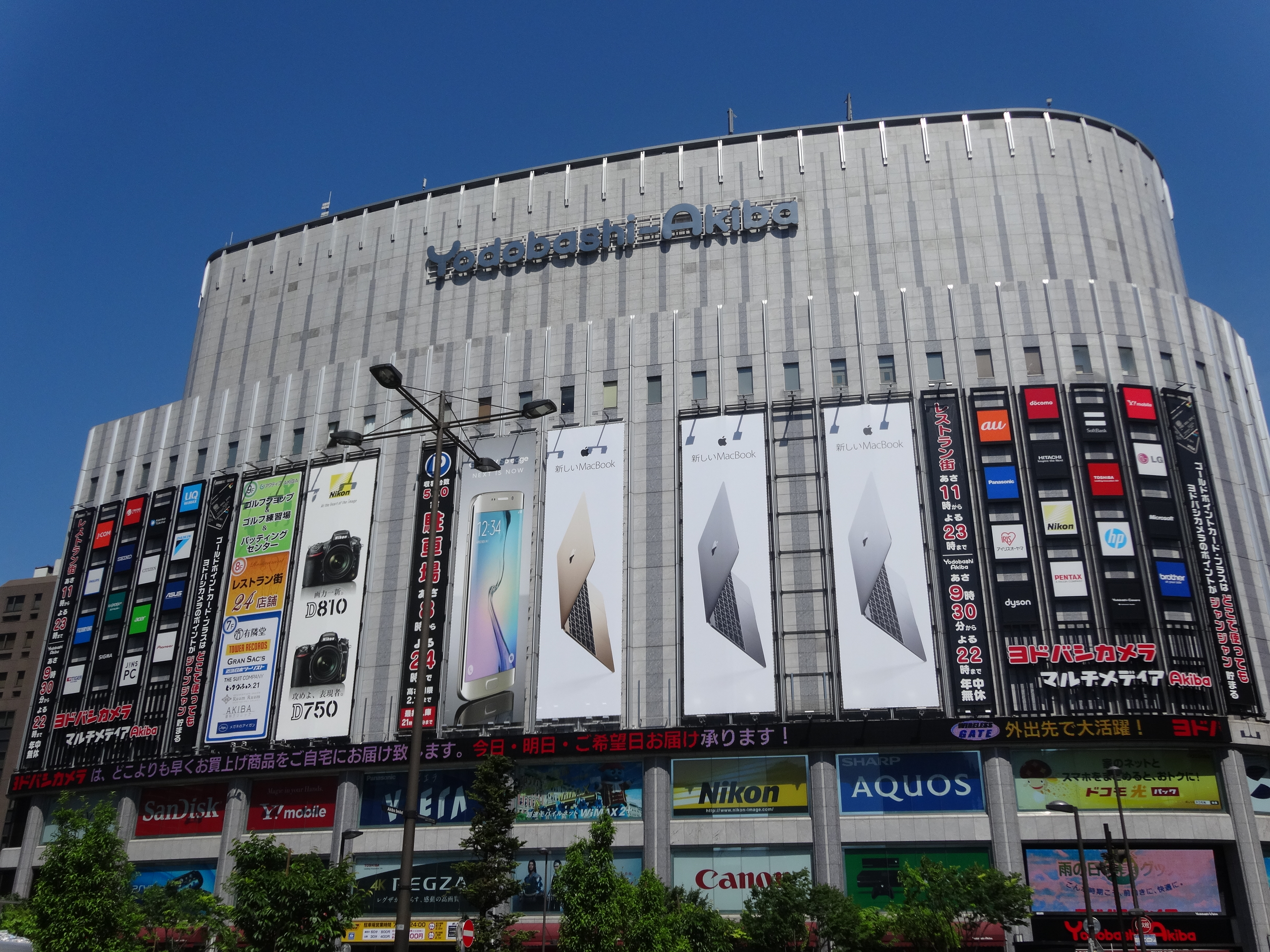
友都八喜Akiba

北側過去是貨物裝卸場，現在是友都八喜Akiba與巴士總站。
千代田區神田花岡町、神田練塀町、台東區秋葉原方向
- 站前廣場
- 友都八喜多媒體Akiba（日语：ヨドバシAkiba）店 - A3出入口直通
- 富士軟體（日语：富士ソフト）秋葉原大廈
  - 富士軟體AKIBA廣場
- 全国新聞情報農業協同組合連合会（JA新聞連）、日本農業新聞
- 正榮食品工業（日语：正栄食品工業）
- 秋葉原華盛頓飯店（日语：ワシントンホテル (藤田観光)）
- Bookoff（日语：ブックオフコーポレーション）秋葉原店
- MUSICVOX AKIHABARA（樂購仕）
- 東京都中小企業振興公社秋葉原廳舍
- TX秋葉原阪急大廈（AKIBA TOLIM（日语：アキバ・トリム）、remm秋葉原） - A1出入口直通
- chomp chomp秋葉原（チョムチョム秋葉原）
- JEBL（日语：ジェイアール東日本ビルディング）秋葉原廣場

### 昭和路出口
東京地下鐵日比谷線1 - 5出口前區域，位於車站的東側。1 - 3號出入口在北側，4、5號出入口在南側，3號出入口最靠近昭和通口剪票口。
從JR昭和通口與日比谷線5號出口沿昭和通往南通過神田川可至都營地下鐵新宿線岩本町站，步行約2 - 3分左右。2013年3月16日起，兩站成為轉乘站，適用轉乘優惠。
南側的秋葉原公園有連通駁船碼頭的運河遺跡。
千代田區神田花岡町、神田平河町、神田松永町、神田和泉町（凸版印刷、三井紀念醫院）、神田佐久間河岸、台東區台東一丁目方向
- atre秋葉原2 - 昭和通口直通
- 昭和通（國道4號）
- 首都高速1號上野線
- 書泉BOOK TOWER（日语：書泉ブックタワー） - 日比谷線5號出入口前
- 千代田區和泉橋區民館 - 日比谷線5號出入口前
  - 千代田區和泉橋出張所
- 和泉橋（日语：和泉橋）
- 岩本町站（都營地下鐵新宿線） - 神田川對岸
- 三菱東京UFJ銀行 - 日比谷線1號出入口附近
- YKK - 北方
- 里索那銀行 - 北方
- 凸版印刷本社 - 東北方
- 三井紀念醫院（日语：三井記念病院） - 東北方
- 台東法務合同廳舍 - 東北方
- 台東區台東一丁目區民館 - 東北方
  - 台東區台東地區中心
- 新進（日语：新進）本社、東京營業部 - 東方
- 貝印（日语：貝印）本社 - 南東方
- 山崎麵包本社 - 南東方
- 加賀電子（日语：加賀電子）本社 - 北方
- 佐久間公園 - 「廣播體操會發源碑」。
- 秋葉原公園

## 巴士路線

### 東側交通廣場
中央剪票口附近的交通廣場可搭乘都營巴士與千代田區社區巴士「風車」、高速巴士。
2005年8月24日站前廣場完成以前，都營巴士秋26系統停靠電氣街口前（副名「SATO MUSEN前」）、東42乙系統停靠昭和通上的巴士站。2000年12月11日以前的秋76系統停靠書泉BOOK TOWER前「秋葉原站東口」（與現在「風車」和泉橋出張所巴士站同位置）、電氣街口南側「秋葉原站前」兩個巴士站。
2015年12月30日以前，電氣街口附近的西側交通廣場也可搭乘千代田區社區巴士「風車」。
都營1號乘車處
- 茶51 - 往駒込站南口（經御茶之水站、本鄉三丁目站）

都營2號乘車處
- 秋26 - 往葛西站（經清澄白河站、葛西橋）

日立自動車交通專用乘車處
- 千代田區社區巴士「風車（日语：風ぐるま (千代田区)）（運行：日立自動車交通）
  - 秋葉原路線 - 往千代田區役所（ 經御茶之水站）

高速巴士乘車處
- 日間班次

- My Town Direct Bus - 往東京迪士尼渡假區、新浦安地區（運行：京成巴士、東京灣城交通）
- 「關東陶器Liner」往笠間、益子（運行：茨城交通）
- 「前橋、高崎 - 池袋、新宿線」往藤岡、高崎、前橋（運行：日本中央巴士）
- 「成田機場 - 河口湖、富士山線」往富士急高原樂園、河口湖站、富士山站（運行：京成巴士）
- 機場利木津巴士 - 往羽田機場（運行：東京空港交通）

- 夜間班次

- 「遠野、釜石號」往遠野、釜石、大槌、山田（運行：國際興業、岩手縣交通）
- 「夕陽號」（東京站起訖班次）往鶴岡、酒田行（運行：國際興業・庄內交通）
- 「大阪 - 銚子線」往京都、大阪、USJ（運行：南海巴士、千葉交通）
- 「東京、埼玉- 富山、金澤線」往富山、金澤（運行：日本中央巴士）
- 「東京特急NEW STAR號」往京都、大阪（運行：大阪巴士、東京巴士）
- 「VIP LINER」往難波／名古屋（運行：平成企業）
- 「MOON STAR號」往京都、大阪（運行：EAGLE BUS）
- 「HEART LINER」往三宮（運行：神姬觀光巴士）
- 「櫻高速巴士」往名古屋（運行：櫻交通）
- 「JAMJAM LINER」往廣島（運行：JAMJAM EXPRESS）
- 「WILLER EXPRESS」往仙台（運行：WILLER EXPRESS東北）

## 相鄰車站
東日本旅客鐵道
 京濱東北線
■快速
神田（JK 27）－秋葉原（JK 28）－（周末假日御徒町（JK 29））－上野（JK 30）
■各站停車
神田（JK 27）－秋葉原（JK 28）－御徒町（JK 29）
 山手線
神田（JY 02）－秋葉原（JY 03）－御徒町（JY 04）
 總武線
- 特急「新宿細波」「新宿若潮」「日光（千葉站延長運行時）」、Home Liner千葉停車站

■各站停車
御茶之水（JB 18）－秋葉原（JB 19）－淺草橋（JB 20）
 東京地下鐵
 日比谷線
小傳馬町（H 15）－秋葉原（H 16）－仲御徒町（H 17）
 首都圈新都市鐵道
 筑波快線
■快速、■通勤快速（只限平日下行運行）、■區間快速、■普通
秋葉原（TX01）－新御徒町（TX02）

### 資料來源
JR、私鐵、地下鐵1日平均使用人數
1. ↑  各駅の乗車人員 （页面存档备份，存于） - JR東日本
2. ↑  各駅の乗降人員ランキング （页面存档备份，存于） - 東京メトロ
3. ↑  乗車人員 （页面存档备份，存于） - つくばエクスプレス

JR東日本1999年度以後的上車人次
1. ↑  各駅の乗車人員（1999年度） （页面存档备份，存于） - JR東日本
2. ↑  各駅の乗車人員（2000年度） 的存檔，存档日期2014-10-09. - JR東日本
3. ↑  各駅の乗車人員（2001年度） （页面存档备份，存于） - JR東日本
4. ↑  各駅の乗車人員（2002年度） （页面存档备份，存于） - JR東日本
5. ↑  各駅の乗車人員（2003年度） （页面存档备份，存于） - JR東日本
6. ↑  各駅の乗車人員（2004年度） （页面存档备份，存于） - JR東日本
7. ↑  各駅の乗車人員（2005年度） （页面存档备份，存于） - JR東日本
8. ↑  各駅の乗車人員（2006年度） （页面存档备份，存于） - JR東日本
9. ↑  各駅の乗車人員（2007年度） （页面存档备份，存于） - JR東日本
10. ↑  各駅の乗車人員（2008年度） （页面存档备份，存于） - JR東日本
11. ↑  各駅の乗車人員（2009年度） （页面存档备份，存于） - JR東日本
12. ↑  各駅の乗車人員（2010年度） （页面存档备份，存于） - JR東日本
13. ↑  各駅の乗車人員（2011年度） （页面存档备份，存于） - JR東日本
14. ↑  各駅の乗車人員（2012年度） （页面存档备份，存于） - JR東日本
15. ↑  各駅の乗車人員（2013年度） （页面存档备份，存于） - JR東日本
16. ↑  各駅の乗車人員（2014年度） （页面存档备份，存于） - JR東日本
17. ↑  各駅の乗車人員（2015年度） （页面存档备份，存于） - JR東日本
18. ↑  各駅の乗車人員（2016年度） （页面存档备份，存于） - JR東日本
19. 1 2 3  各駅の乗車人員（2017年度） （页面存档备份，存于） - JR東日本
20. 1 2 3  各駅の乗車人員（2018年度） （页面存档备份，存于） - JR東日本
21. 1 2 3  各駅の乗車人員（2019年度） （页面存档备份，存于） - JR東日本

JR、私鐵、地下鐵統計資料
1. ↑  各種報告書 （页面存档备份，存于） - 関東交通広告協議会
2. ↑  行政基礎資料集 （页面存档备份，存于） - 千代田区

東京府統計書
1. ↑  .   [2019-01-07]. （原始内容存档于2019-02-21）.
2. ↑  .   [2019-01-07]. （原始内容存档于2019-02-21）.
3. ↑  .   [2019-01-07]. （原始内容存档于2019-02-20）.
4. ↑  .   [2019-01-07]. （原始内容存档于2019-02-20）.
5. ↑  .   [2019-01-07]. （原始内容存档于2019-02-20）.
6. ↑  .   [2019-01-07]. （原始内容存档于2020-08-18）.
7. ↑  .   [2019-01-07]. （原始内容存档于2020-08-18）.
8. ↑  .   [2019-01-07]. （原始内容存档于2019-05-22）.
9. ↑  .   [2019-01-07]. （原始内容存档于2019-05-19）.
10. ↑  .   [2019-01-07]. （原始内容存档于2019-05-21）.
11. ↑  .   [2019-01-07]. （原始内容存档于2020-08-18）.

東京都統計年鑑
1. ↑  昭和28年PDF - 13ページ
2. ↑  昭和29年PDF - 10ページ
3. ↑  昭和30年PDF - 10ページ
4. ↑  昭和31年PDF - 10ページ
5. ↑  昭和32年PDF - 10ページ
6. ↑  昭和33年PDF - 10ページ
7. ↑  .   [2017-03-18]. （原始内容存档于2016-03-05）.
8. ↑  .   [2017-03-18]. （原始内容存档于2016-03-05）.
9. ↑  .   [2017-03-18]. （原始内容存档于2015-06-29）.
10. ↑  .   [2017-03-18]. （原始内容存档于2015-06-29）.
11. ↑  .   [2017-03-18]. （原始内容存档于2015-06-29）.
12. ↑  .   [2017-03-18]. （原始内容存档于2015-06-29）.
13. ↑  .   [2017-03-18]. （原始内容存档于2016-03-05）.
14. ↑  .   [2017-03-18]. （原始内容存档于2016-03-05）.
15. ↑  .   [2017-03-18]. （原始内容存档于2016-03-05）.
16. ↑  .   [2017-03-18]. （原始内容存档于2016-03-05）.
17. ↑  .   [2017-03-18]. （原始内容存档于2016-03-05）.
18. ↑  .   [2017-03-18]. （原始内容存档于2016-03-05）.
19. ↑  .   [2017-03-18]. （原始内容存档于2015-06-29）.
20. ↑  .   [2017-03-18]. （原始内容存档于2015-06-29）.
21. ↑  .   [2017-03-18]. （原始内容存档于2015-06-29）.
22. ↑  .   [2017-03-18]. （原始内容存档于2016-03-05）.
23. ↑  .   [2017-03-18]. （原始内容存档于2016-06-02）.
24. ↑  .   [2017-03-18]. （原始内容存档于2015-06-29）.
25. ↑  .   [2017-03-18]. （原始内容存档于2016-03-05）.
26. ↑  .   [2017-03-18]. （原始内容存档于2015-06-29）.
27. ↑  .   [2017-03-18]. （原始内容存档于2016-03-05）.
28. ↑  .   [2017-03-18]. （原始内容存档于2016-03-05）.
29. ↑  .   [2017-03-18]. （原始内容存档于2016-03-05）.
30. ↑  .   [2017-03-18]. （原始内容存档于2015-06-29）.
31. ↑  .   [2017-03-18]. （原始内容存档于2015-06-29）.
32. ↑  .   [2017-03-18]. （原始内容存档于2015-06-29）.
33. ↑  .   [2017-03-18]. （原始内容存档于2016-03-05）.
34. ↑  .   [2017-03-18]. （原始内容存档于2016-03-05）.
35. ↑  .   [2017-03-18]. （原始内容存档于2015-06-29）.
36. ↑  .   [2017-03-18]. （原始内容存档于2016-03-05）.
37. ↑  .   [2017-03-18]. （原始内容存档于2016-03-05）.
38. ↑  .   [2017-03-18]. （原始内容存档于2016-03-05）.
39. ↑  .   [2017-03-18]. （原始内容存档于2016-03-05）.
40. ↑  平成4年
41. ↑  平成5年
42. ↑  平成6年
43. ↑  平成7年
44. ↑  平成8年
45. ↑  .   [2013-07-03]. （原始内容存档于2016-03-04）.
46. ↑  平成10年PDF
47. ↑  平成11年PDF
48. ↑  .   [2013-07-03]. （原始内容存档于2016-03-04）.
49. ↑  .   [2013-07-03]. （原始内容存档于2016-03-04）.
50. ↑  .   [2013-07-03]. （原始内容存档于2017-07-29）.
51. ↑  .   [2013-07-03]. （原始内容存档于2017-07-29）.
52. ↑  .   [2013-07-03]. （原始内容存档于2017-07-29）.
53. ↑  .   [2013-07-03]. （原始内容存档于2017-07-29）.
54. ↑  .   [2013-07-03]. （原始内容存档于2017-07-29）.
55. ↑  .   [2013-07-03]. （原始内容存档于2017-07-29）.
56. ↑  .   [2013-07-03]. （原始内容存档于2017-07-29）.
57. ↑  .   [2013-07-03]. （原始内容存档于2016-03-26）.
58. ↑  .   [2013-07-03]. （原始内容存档于2016-03-27）.
59. ↑  .   [2017-03-18]. （原始内容存档于2016-03-25）.
60. ↑  .   [2017-03-18]. （原始内容存档于2016-03-27）.
61. ↑  .   [2017-03-18]. （原始内容存档于2016-03-22）.
62. ↑  .   [2017-03-18]. （原始内容存档于2017-07-30）.
63. ↑  .   [2017-11-09]. （原始内容存档于2018-11-09）.
64. ↑  .   [2018-10-20]. （原始内容存档于2019-05-02）.
65. ↑  .   [2020-07-27]. （原始内容存档于2019-12-03）.
66. ↑  .   [2020-07-27]. （原始内容存档于2020-08-04）.

## 外部連結
- 車站資訊（秋葉原）：東日本旅客鐵道（日語）
- 東京地下鐵 – 秋葉原車站 （页面存档备份，存于）（繁體中文）
- 筑波快線 – 秋葉原車站 （页面存档备份，存于）（繁體中文）